# Mungindi
[[Kategorie:Ort in  New South Wales
  Queensland]]
Mungindi ist eine Stadt an der Grenze der australischen Bundesstaaten New South Wales und Queensland. Sie gehört zur Local Government Area Moree Plains Shire in Queensland, besitzt aber mit 2406 eine Postleitzahl aus New South Wales. Der Carnarvon Highway verläuft durch Mungindi und der Barwon River, ein Fluss an der Grenze zwischen den beiden Bundesstaaten, durchfließt die Stadt. Bei der letzten Volkszählung 2021 hatte Mungindi insgesamt 747 Einwohner, davon 348 Einwohner auf der Seite von New South Wales und 124 Einwohner auf der Seite von Queensland.

## Geografie
"Mungindi" bedeutet 'Wasserloch in einem Fluss' in der Gamilaraay-Sprache. Die Grenze verläuft mitten im Barwon River unter der Mitte der Brücke, die allerdings keine Markierung besitzt.
Die nächsten größeren Städte sind Moree und St. George. In der Nähe liegen auch folgende Kleinstädte: Weelmelah, Garah, Ashley und Boomi in New South Wales und Thallon, Dirranbandi und Hebel in Queensland.
Mungindi ist ein regionales Zentrum für die Verarbeitung von Baumwolle, Rindfleisch und Weizen.
Die Stadt liegt auf beiden Seiten der Staatsgrenze und ist damit die einzige Stadt in der südlichen Hemisphäre, die durch eine Grenze getrennt ist und auf beiden Seiten dieser Grenze denselben Namen besitzt. Der Carnarvon Highway ist die kürzeste Straßenverbindung von Sydney nach Darwin.

## Sehenswürdigkeiten
Der One Ton Post wurde von John Cameron 1881 zur Erinnerung an das Ende von zwei langen und harten Jahren der Landvermessung errichtet. Er liegt 5 km westlich von Mungindi, wo die Grenzlinie von der Flussmitte abweicht und entlang des 29. südlichen Breitengrades 700 km nach Westen zur Grenze von Südaustralien verläuft.
Im örtlichen History Park in den Außenbezirken von Mungindi gibt es viele andere Sehenswürdigkeiten.
In der Neeworra Historical Site ca. 11 km südöstlich der Stadt am Carnarvon Highway liegt die Neeworra Wine Shanty.

## Geschichte
In den 1850er-Jahren, als Viehherden auf beiden Seiten des Barwon River getrieben wurden, wurde die Furt bei Mungindi (etwas flussaufwärts von der heutigen Brücke) zum wichtigsten Flussübergang. Wasserlöcher, die zuverlässig nie austrockneten, und schattige Weidegründe an den Flussufern boten den Stockmen (australischen Cowboys) angenehme Lagerstätten. Der Aboriginesstamm der Gamilaroi hielten dort bereits von Alters her ihre Treffen ab. Die regelmäßige Nutzung dieses Viehtriebes ist schon daran zu erkennen, dass 1868 zwei große Routen, eine von St. George nach Mungindi und eine von Whyenbah über Dareel nach Mungindi, erwähnt wurden.
Die Züge der Stockmen und die Siedler, die sich hier niederließen, zogen bald weitere Leute an, die diese mit Gütern und Dienstleistungen versorgten. Das erste dieser Dienstleistungsgewerbe war ein Hotel und Gasthaus. Es wurde 1863 von Alexander Grant Walker am Südufer des Flusses erbaut. Walker wurde sicherlich vom Pioniergeist getrieben. Im Alter von 21 Jahren kam er aus Schottland nach New South Wales, heiratete in ’Murrurundi’’ und ließ sich mit seiner Frau in Moree nieder, wo sie zu den ersten zählten, die dort Land erwarben. Sie erbauten ein Hotel in der Frome Street, aber schon nach 12 Monaten übertrugen sie die Schanklizenz auf ihr neues Hotel in Mungindi namens The Green Hut – später auch Walker's Hotel. Für sich selbst errichteten sie einen Bauernhof mit Ställen, die auch von den Hotelgästen genutzt werden konnten. Die Gebäude standen am Barwon River zwischen den heutigen Autohändlern North-Western Motors und Quinn's Motors nahe der Kreuzung, die sich damals östlich von Garden Island befand. Walker erwarb ein Grundstück von 16 ha am Flussufer.
Queensland wurde 1859 eine von New South Wales unabhängige Kolonie und 1862 richtete die neue Regierung eine Packpferd-Postroute zwischen Surat und Yarawa ein. Einige Jahre lang gab es eine private Postverbindung von Yarawa nach Moree. Diese wurde später nach Mungindi verlängert. 1865 veranlasste die Menge der transportierten Post den Postminister von Queensland, einen Inspektor zu schicken, der die Ernennung von Alexander Grant Walker zum Postmeister empfahl.
Etwa ein Jahr später hatte der neue Postmeister wohl mit den typischen Frustrationen eines Beamten in einer Grenzstadt zu kämpfen: Als Postmeister der Stadt Mungindi (Queensland) durfte er sich nicht um Briefe kümmern, die einen Stempel aus New South Wales trugen, und so bewarb er sich 1867 erfolgreich um die Stelle eines Postmeisters der Stadt Mungindi (New South Wales). In den folgenden Jahren waren 43 Kunden in der Postamtsliste von Mungindi (Queensland) verzeichnet. Die wenigsten davon hatten Familie, aber ihre Zahl zeigt die Notwendigkeit für den Laden auf, den Walker damals betrieb.
1876 eröffnete eine Filiale der Government Savings Bank of New South Wales im Postamt von Mungindi (New South Wales). Als im gleichen Jahr die Arbeiten an der ersten Brücke über den Barwon River begannen, erkannte Walker die Vorteile eines Standortes seines Ladens an der Straßenkreuzung. Sein in diesem Jahr neu errichteter Laden war neben der heutigen Old Police Station und damals auch neben dem Zollhaus, das bis zur Bildung des Commonwealth of Australia 1900 betrieben wurde.
Alexander Walker, den man den „Gründer von Mungindi“ nennen könnte, starb plötzlich im Jahre 1878. Seine Witwe und die Familie betrieben das Postamt, den Laden und das Hotel weiter. Später wurde Mrs Walker als ‚Königin von Mungindi’ bekannt. Man erzählt sich, dass üblicherweise über 100 Pferde vor dem Hotel angebunden waren. Wenn es Streit zwischen den Gästen gab, soll sie die Pferde losgemacht und mit ihrem Besen verscheucht haben, und bis diese wieder eingefangen wurden, war der Grund für den Streit längst vergessen und jedermann war zufrieden. Vermutlich stiftete Mrs Walker nach der Etablierung der ersten Polizeistation auf der Seite von New South Wales 1882 nicht mehr in dieser Weise Recht und Ordnung.
In den 1880er-Jahren führte der Verkehr in der Gegend zur Einführung eines regulären Postkutschenservice und 1881 verbesserte die Eröffnung des Telegrafenamtes die Kommunikationsmöglichkeiten weiter. Offenbar folgten die Familien bald den jungen Männern, die bei der Vermessung des Landes auf der Seite von Queensland 1885 Arbeit fanden, und die Grundstücke wurden zum Kauf angeboten. Ein Grundstück hinter dem heutigen Krankenhaus wurde für den Friedhof reserviert, aber – soweit bekannt – wurden nur zwei Leute dort begraben.
1877 wurde auf der Seite von New South Wales Land für Viehtreiberlager und Viehtränken ausgewiesen und 1884 auch in den Zeitungen beworben. Aber am 27. Februar 1886 gab der Gouverneur bekannt:

"His Excellency the Governor, with the advice of the Executive Council … directed it to be notified … that portions of Crown Lands are declared to be set apart as sites for the village of Mungindi and of suburban lands attached thereto." (Seine Exzellenz, der Gouverneur, (…) gab nach Weisung des Parlaments bekannt, (…) dass Teile des Kronlandes für die Siedlung Mungindi und ihre anschließenden Vororte reserviert werden).

Parzellen wurden nach dieser Proklamation und am 24. Januar 1888 in Moree vermessen und die ersten Grundstücke in Mungindi wurden für Beträge zwischen £ 11 10 s und £ 46 versteigert. Diese ersten privaten Grundstücke lagen zwischen North Street, Kunopia Street, Wirrah Street und Yarouah Street. 1890 wurde nach einer parlamentarischen Gesetzesänderung Mungindi erneut zum Dorf erklärt.
Nach der Proklamation entwickelte sich die Siedlung Mungindi rasch. Trotz der verheerenden Flut 1890, die viele Familien in Existenznöte stürzte und auch Opuntien verbreitete, was zu weiteren Verlusten führte, erschienen viele neue Familien in Mungindi, die kleine Stücke Land erwarben, die nach der Auflösung von Großgrundbesitzen 1884 veräußert wurden. Dazu kam, dass sich viele Händler und Geschäftsleute in Mungindi niederließen.
1891 baten die Einwohner von Mungindi (Queensland) ihre Regierung um die Entsendung eines Polizisten. 1894, ein Jahr nachdem die Schule auf der Seite von New South Wales eine offizielle Volksschule mit durchschnittlich 30 Schülern wurde, wurde auf der Seite von Queensland eine provisorische Schule für 22 Schüler eröffnet. In drei Jahren verdoppelte sich die Zahl der schulpflichtigen Kinder fast. Um die Jahrhundertwende hatte Mungindi seine eigene Zeitung, ein Krankenhaus, eine Arztpraxis, eine Anwaltskanzlei, zwei Schulen, zwei Postämter, eine Brauerei, mindestens vier Hotels, zwei Polizeistationen mit je drei stationierten Polizisten, zwei Pferderennvereine, eine P. & A.-Gesellschaft, zwei Metzger, zwei Friseure, zwei Putzmachereien, eine Schuhmacherei, eine Sattlerei, eine Bäckerei, eine Schneiderei, eine Sägemühle, eine Pfandleihe, einen Lehrer für Klavier, Violine und Ölmalerei, vier Lohnschreinereien, einen Maler und Dekorateur, einen Dachdecker und einen Blechschmied. Für die etwa 250 Einwohner gab es viele Vergnügungsmöglichkeiten: Bälle und Tanzfeste, Ausstellungen und Schauen, Konzerte und Zirkusvorstellungen, sowie 14-tägliche Treffen des Literatur- und Debattierclubs. Im 'Sportsman's Paradise' gab es Fischen, Fahrradfahren, Pferderennen, Cricket, Billard und Tennis.

## Eisenbahn
Mungindi ist das nördliche Ende der Mungindi (oder Nordwestlichen) Eisenbahnlinie und liegt 798 Eisenbahn-km von Sydney entfernt. Die Eisenbahnlinie wurde am 7. Dezember 1914 eröffnet und wurde am 5. Januar 1974 nach Überflutung der Gleise zwischen Weemelah und Mungindi wieder geschlossen. Der frühere Bahnhof dient heute als Privathaus.